# أبو يوسف القزويني
وهو أبو يوسف عبد السـلام بن محمد بن يوسف بن بندار القزويني المعتزلي، وهو أحد شيوخ المعتزلة، وكان من المجاهرين بالمذهب، ولد عام 393هـ/1002م، وقرأ على الشيخ عبد الجبار الهمذاني، ورحل إلى مصر، وأقام فيها أربعين عاماً، وحصل أحمالاً من الكتب فحملها إلى بغداد، وكان قاضي القضاة أبو عبد الله محمد بن علي الدامغاني، يقربـهُ ويقوم لـه، ودرس علم الحديث وروى الحديث في بغداد عن أبي عمر ابن مهدي، وألف مؤلفات عدة ووضع تفسيراُ كبيراً للقرآن سماه "حدائق ذات بهجة" .
قال عنهُ أبو الوفاء ابن عقيل: كان طويل اللسان يعلم تارة ويسفه أخرى. ولم يكن محققاً في علم، وكان يفتخر ويقول أنا معتزلي.
عاش أبو يوسف نيفاً وتسعين عاماً وتزوج أواخر عمرهِ.

## وفاته
توفي في ذي القعدة عام 488هـ/1095م، ودفن في مقبرة الخيزران، في الأعظمية.